# Erdhenne
Die Erdhenne, die auch Coluber domesticus, Erdhühnlein, Erdglucke, Erdglutsch und Herdhendl genannt wird, ist ein Hausgeist aus dem Alpenraum, der Oberpfalz und Bayern.
Die Stimme dieses Geistwesens soll aus dem Erdboden oder einer dunklen Ecke der Stube dringen und wie das Glucksen, beziehungsweise Piepsen, einer Henne klingen, die Küklein führt, was ihm den Namen einbrachte. Die Erdhenne soll, wie die Unke oder die Hausotter ein gutartiger Schutzgeist sein, der die Bewohner des Hauses vor anbahnendem Unglück warnt.
Es hieß einst, dass derjenige, der die Erdhenne sehe, noch innerhalb desselben Jahres sterben müsste, was der Autor I. G. Schmidt in seiner 1718 erschienenen Aberglaubensammlung lächerlich machte. Dieses Recht nahm er sich, weil er einst in einem Keller ein angebliches Erd-Hüngen, eben jene Erdhenne, gefangen haben wollte, das sich aber als schlichte Maus herausstellte. Auch J. A. Schmeller schreibt in seinem Bayerischen Wörterbuch abschätzig: Das Erdhuenlein, Phänomen, das sich nach der Theorie alter Weiber des Nachts gern in den Kinderstuben wie ein runder, heller Schein sehen läßt, in dessen Mitte etwas dunkleres zu seyn scheint. Vermutlich von dem durch sogenannte Buzenscheiben einfallenden Mondlichte erzeugt.